# Richard F. Simpson
Richard Franklin Simpson (* 24. März 1798 in Laurens, Laurens County, South Carolina; † 28. Oktober 1882 in Pendleton, South Carolina) war ein US-amerikanischer Politiker. Zwischen 1843 und 1849 vertrat er den Bundesstaat South Carolina im US-Repräsentantenhaus.

## Werdegang
Richard Simpson studierte bis 1816 am South Carolina College, der heutigen University of South Carolina. Nach einem anschließenden Jurastudium und seiner im Jahr 1819 erfolgten Zulassung als Rechtsanwalt begann er in Pendleton in seinem neuen Beruf zu praktizieren. In dieser Stadt bekleidete er auch einige lokale Ämter. Während des Seminolenkrieges im Jahr 1835 war Simpson als Major eingesetzt.
Simpson war Mitglied der Demokratischen Partei. Zwischen 1835 und 1841 saß er im Senat von South Carolina. 1842 wurde er im zweiten Wahlbezirk von South Carolina in das US-Repräsentantenhaus in Washington, D.C. gewählt, wo er am 4. März 1843 die Nachfolge von William Butler antrat. Nach zwei Wiederwahlen konnte er bis zum 3. März 1849 drei zusammenhängende Legislaturperioden im Kongress absolvieren. In dieser Zeit fand der Mexikanisch-Amerikanische Krieg statt, als dessen Folge das Staatsgebiet der Vereinigten Staaten im Westen und Südwesten des nordamerikanischen Kontinents beträchtlich vergrößert wurde.
1848 verzichtete Simpson auf eine erneute Kandidatur. In den folgenden Jahren wurde er auch in der Landwirtschaft tätig. Im Jahr 1860 war er Delegierter auf der Versammlung, die den Austritt des Staates South Carolina aus der Union beschloss. Simpson stimmte dort ebenfalls für die Sezession. Er war einer der Unterzeichner der danach verfassten Austrittserklärung. Danach zog sich Simpson aus der Politik zurück. Er starb am 28. Oktober 1882 in Pendleton und wurde auf dem in der Nähe dieser Stadt liegenden Familienfriedhof beigesetzt.